# Ofensiva a la ciutat d'Al-Hasakah
L'ofensiva a la ciutat Al-Hasakah de maig i juny de 2015 va ser una ofensiva durant la Guerra civil siriana per Estat Islàmic (EI) a la ciutat d'Al-Hasakah que es trobava sota control de les Forces Armades de Síria i les Unitats de Protecció Popular (YPG) i les Unitats Femenines de Protecció (YPJ).

## Antecedents
Al maig de 2015, les forces kurdes YPG, recolzades pel Consell Militar Siríac (milícia assíria) i algunes brigades de l'Exèrcit Lliure de Síria, van llançar una ofensiva a gran escala a l'oest de la Governació d'Al-Hasakah, amb l'objectiu de capturar més de 4.000 quilòmetres quadrats de terreny i més de 230 poblacions en mans d'Estat Islàmic.

## L'ofensiva
El 30 de maig, Estat Islàmic va llançar una ofensiva a la part controlada pel govern sirià d'Al-Hasakah, i va aconseguir avançar cap als afores després de dos atemptats suïcides dirigits a posicions de l'Exèrcit de Síria, matant i ferint uns 50 soldats. L'ofensiva va començar de la ciutat d'Al-Shaddadah, que en aquells moments es trobava sota control jihadista, al sud d'Al-Hasakah, i va ser el tercer assalt de l'organització a la ciutat el 2015.
El 31 de maig, la Força Aèria Àrab Síria va bombardejar un mercat a Al-Shaddadah, matant a 43 militants d'EI, membres de les seves famílies i 22 civils. El mateix dia, dos suïcides islamistes van atacar posicions militars prop d'Al-Hasakah, matant nou soldats.
L'1 de juny, EI va llançar el seu segon atac contra Al-Hasakah amb morters i coets cap al centre de la ciutat, seguit d'un assalt terrestre a les poblacions d'Al-Rad Dawoudiyah, Shaqra i van aconseguir arribar a la presó central d'Al-Ahdath, que hores després va ser capturada de nou per les forces governamentals.
Durant el matí del 2 de juny, EI va prendre el control del perímetre sud d'Al-Dawoudiyah. Mentrestant, segons els informes, les forces del govern sirià van expulsar combatents de Rad Shaqra. L'endemà, les Forces de Protecció Gozarto, milícia assíria pro-govern, va arribar de Qamixli per reforçar les tropes de l'exèrcit.
El 5 de juny, les YPG i el CMS es van unir a les tropes del govern sirià al Mont Kawkab, en un intent d'impedir qualssevol atac jihadista a la ciutat. L'endemà, EI utilitzava artilleria contra l'Exèrcit sirià prop del Mont Kawkab.
El 6 de juny, forces de govern sirià van llançar un contraatac i van recuperar el punt de control de Panorama i la planta elèctrica d'Al-Hasakah. Aquella nit, les YPG van començar a lluitar contra EI, a la part del nord de la ciutat.
L'endemà, després de durs enfrontaments entre l'Exèrcit sirià i l'EI, van aconseguir fer recular els jihadistes i deixar el front a 2 quilòmetres de la ciutat.
El 8 de juny, l'Exèrcit sirià va continuar el seu contraatac i després de capturar el poble d'Aliyah, es va poder crear una zona segura al voltant de la ciutat de més de 12 quilòmetre. El mateix dia, l'Exèrcit sirià va declarar per acabada de manera triunfant la defensa de la ciutat via el mitjà Al-Masdar News.

## Conseqüències
El 23 de juny, les forces jihadistes d'Estat Islàmic van començar una nova ofensiva contra les bases en possessió del govern sirià a la ciutat. Després que un grup de les Forces de Defensa Nacional del govern canviessin de bàndol i s'aliessin amb les forces d'Estat Islàmic, van capturar alguns barris al sud-oest de la ciutat. Aquest atac va ser un dels molts realitzats pels jihadistes durant l'època en què se celebra el Ramadà l'any 2015.